# IRUMA RIOKA
IRUMA RIOKA(りおか いるま、生年非公開、9月6日) は日本のバンドHollow Mellowのボーカル。作曲家。所属事務所はLIVE LAB.。

## 来歴
2008年 first album[IRUMA]発売。

自主制作プロモーションビデオ[Vanilla]がMSN主催「イカ天2008」のベストPV賞にノミネート。

国外からの人気が高く、2009年よりロシア、スイス、メキシコなど国外での演奏活動を開始。

2010年 メキシコの７都市をめぐるツアーを行う。

同人音楽サークルHollow Mellowを立ち上げ、童話をモチーフにした楽曲シリーズを展開。

また楽器メーカーRolandのデモンストレーターとしても活動していた。（現在休止中）

2010年12月にアルバム[Crimson Princess]を発売。発売記念としてグアダラハラ (メキシコ)やグアナフアトにてワンマンライブを行う。

2011年より作曲家としての活動も開始。(BERETTA 9 や Studio. Luna Waltz という名義でも行っている)。

2011年7月、フランス Japan Expoにゲスト出演。

2012年4月アメリカ・シカゴでのANIME CENTRALにゲスト出演。

2013年3月PSP英国探偵ミステリアで音楽を担当。4月、ハワイでのカワイイ☆コンにゲスト出演。

2014年2月青木美沙子お茶会に出演。3月妖精帝國LIVE『GEGENANGRIFF』女性限定DAYのオープニングアクトを務める。

2014年7月 ギタリストのNemuとバイオリニストのJillとともにバンドHollow Mellowを結成。

2014年8月ソロ名義でアメリカ・アリゾナSaboten Con、11月フランス・パリParis Mangaへゲスト出演。

2014年12月フルアルバムReincarnationを発表。

2015年 中国ウェブアニメ主題歌「覚醒之夜」を制作。同年7月アメリカ・オクラホマTokyo in TulsaにHollow Mellow名義にてゲスト出演、バンドとしてのアメリカデビューを果たす。
2016年4月フルアルバムCinema Fantasiaを発表。
2017年5月カナダAnimeNorthに出演。
2018年4月アルバムGateau Chocolat Catharsisを発表。同年8月アニメ”はたらく細胞”エンディング曲"CheerS"にOrchestral Programmingとして参加。
2020年7月 ReoNa ANIMA ミュージックビデオにピアニストとして出演。

## 人物
没落貴族。長い金髪が特徴。甘いもの（特にチョコレート）が大好き。

ゴシックやロリータ的な衣装が多く、自らの幻想的な音楽も合わせて「幻想系シンガーソングライター」や「ダークメルヘンアーティスト」と称している。

ファンの呼び方は「薔薇のつぼみ」

好きな音楽家はBjork、ヴァレンシア_(ミュージシャン)、サラ・ブライトマンなど。

いつもクマのぬいぐるみの（HONEY）を持って歩いている。

## バンド
バンド名はHollow Mellow（ホロウメロウ）。ダークメルヘンバンドと称している。

Iruma、Nemu、Jillの三人編成である。

ギタリストNemuはIruma Riokaのソロ時代からサポートとして活動。

バイオリニストJillは2014年より加入。ゴシックバンドRose Noireと兼任している。2018年脱退。

## ディスコグラフィ

### CD
| 枚   | リリース日     | タイトル                     | トラック数 | 参加                              | 備考             |
| ---- | -------------- | ---------------------------- | ---------- | --------------------------------- | ---------------- |
| 1st  | 2008年4月23日  | IRUMA                        | 9          |                                   | 廃盤             |
| 2nd  | 2008年10月5日  | Secret Garden -dream-        | 5          |                                   | 廃盤             |
| 3rd  | 2008年10月31日 | Secret Garden                | 4          |                                   | 廃盤             |
| 4th  | 2009年8月17日  | Hollow Mellow                | 8          | saRi, めらみぽっぷ                | 廃盤             |
| 5th  | 2010年5月5日   | Hollow Mellow Music Box      | 4          |                                   | オルゴール曲集   |
| 6th  | 2010年12月31日 | Crimson Princess             | 10         |                                   |                  |
| 7th  | 2011年8月13日  | Secret Garden -2nd press-    | 11         |                                   | 再版（一部再録） |
| 8th  | 2013年4月30日  | Hollow Mellow -Tangled Knot- | 8          | 真崎エリカ、Chii Sakurabi、宮妃彩 | 廃盤             |
| 9th  | 2013年10月27日 | Letter                       | 4          |                                   |                  |
| 10th | 2013年12月31日 | Hollow Mellow -Sweet Greed-  | 4          | 浮森かや子、下和田ヒロキ、紫      |                  |
| 11th | 2014年12月31日 | Reincarnation                | 9          | Hollow Mellow                     |                  |
| 12th | 2016年4月24日  | Cinema Fantasia              | ９         | Hollow Mellow                     |                  |
| 13th | 2017年4月30日  | Enchanted                    | 4          | Hollow Mellow                     |                  |
| 14th | 2018年4月29日  | Gateau Chocolat Catharsis    | 10         |                                   |                  |

## アニメ音楽

### 主題歌
| タイトル     | 対応機種 | 概要   | 曲名     | 歌唱 | 作詞 | 発表   |
| ------------ | -------- | ------ | -------- | ---- | ---- | ------ |
| 中国惊奇先生 | Web      | 主題歌 | 覚醒之夜 | Mia  | Mia  | 2015年 |

## ゲーム音楽

### 主題歌
| タイトル                                | 対応機種 | 概要                 | 曲名                     | 歌唱        | 作詞        | 発表   |
| --------------------------------------- | -------- | -------------------- | ------------------------ | ----------- | ----------- | ------ |
| オメルタ 〜沈黙の掟〜                   | PC       | 主題歌               | 卑怯者のエレジー         | 城ヶ崎仁    | 菜摘かんな  | 2011年 |
| 絶対迷宮グリム 〜七つの鍵と楽園の乙女〜 | PC       | 主題歌               | 星の銀貨あつめて         | 浮森かや子  | 菜摘かんな  | 2011年 |
| 絶対迷宮グリム 〜七つの鍵と楽園の乙女〜 | PC       | グランドエンディング | 雪降る夜の物語           | IRUMA RIOKA | IRUMA RIOKA | 2011年 |
| 断罪のマリア 〜ラ・カンパネラ〜         | PSP      | 主題歌               | 革命前夜                 | IRUMA RIOKA | 菜摘かんな  | 2012年 |
| 英国探偵ミステリア                      | PSP      | 主題歌               | レディ・ミステリア       | 寺崎裕香    | 菜摘かんな  | 2013年 |
| 英国探偵ミステリア                      | PSP      | エンディング         | ハニー・ノスタルジア     | 明坂聡美    | 菜摘かんな  | 2013年 |
| 断罪のマリア Complete Edition           | PC       | 主題歌               | Meteorite Cry ~叫ぶ流星~ | KENN        | 菜摘かんな  | 2013年 |
| オメルタ CODE:TYCOON                    | PC       | 主題歌               | 絶海の紅き星             | 石井真      | 菜摘かんな  | 2013年 |

### サウンドトラック
オメルタ 〜沈黙の掟〜 黄昏アンダルシア (2011年)

英国探偵ミステリア ミステリアス・パレード (2013年)

### キャラクターソング
オメルタ 〜沈黙の掟〜
| 枚 | キャラクター | タイトル             | CV       | 作詞       | 発表   |
| -- | ------------ | -------------------- | -------- | ---------- | ------ |
| 1  | JJ           | 衝動のサイレン       | 城ヶ崎仁 | 菜摘かんな | 2011年 |
| 2  | 劉漸         | ニライカナイは遠いか | 青島刃   | 菜摘かんな | 2011年 |
| 3  | 遠野梓       | スラッジ・レイン     | 金田亮   | 菜摘かんな | 2011年 |
| 4  | 橘陽司       | 退屈デイブレイカー   | 藍斗勇輝 | 菜摘かんな | 2011年 |
| 5  | 藤堂庄一郎   | ジョークの通じない君 | 星乃煌児 | 菜摘かんな | 2011年 |

断罪のマリア 〜ラ・カンパネラ〜
| 枚 | キャラクター | タイトル                   | CV           | 作詞         | 発表   |
| -- | ------------ | -------------------------- | ------------ | ------------ | ------ |
| 1  | 九条院日和   | 光のエウカリスチア         | 下和田ヒロキ | 菜摘かんな   | 2012年 |
| 2  | ジード       | エンドレス・ダウンステアズ | 藤原祐規     | 菜摘かんな   | 2012年 |
| 3  | ジョーカー   | トランス・ゲーム           | KENN         | 風之宮そのえ | 2013年 |
| 4  | 秀麗水鏡     | 誓いのオラトリオ           | 杉山紀彰     | 風之宮そのえ | 2013年 |

英国探偵ミステリア
| 枚 | キャラクター     | タイトル                     | CV         | 作詞       | 発表   |
| -- | ---------------- | ---------------------------- | ---------- | ---------- | ------ |
| 1  | ホームズJr.      | 時限迷宮                     | 鈴木千尋   | 菜摘かんな | 2013年 |
| 2  | ワトソンJr.      | 最大風速センチメント         | 木村良平   | 菜摘かんな | 2013年 |
| 3  | セーラ・マープル | 三日月テラスのエトランゼ     | 本多真梨子 | 菜摘かんな | 2013年 |
| 4  | 切り裂きジャック | おやすみメランコリア         | 藤原祐規   | 菜摘かんな | 2013年 |
| 5  | ミス・ハドソン   | おませな☆レディ☆カスタード   | 寺崎裕香   | 菜摘かんな | 2013年 |
| 6  | ルパンJr.        | 踊れ ムーラン・ルージュ      | 松風雅也   | 菜摘かんな | 2013年 |
| 7  | 小林誠司         | ビスケット＆ハニー＆ホリデイ | 豊永利行   | 菜摘かんな | 2013年 |
| 8  | 明智健一郎       | 螺鈿のラファーガ             | 三浦祥朗   | 菜摘かんな | 2013年 |
| 9  | ペンデルトン     | お出かけには傘をお忘れなく   | 飯田利信   | 菜摘かんな | 2013年 |
| 10 | エミリー         | おはようリトル・ベリー       | 明坂聡美   | 菜摘かんな | 2013年 |

## 使用機材
- Roland VP-550, VP-7,他